# Anampses twistii
Anampses twistii là một loài cá biển thuộc chi Anampses trong họ Cá bàng chài. Loài này được mô tả lần đầu tiên vào năm 1856.

## Từ nguyên
Từ định danh của loài được đặt theo tên của Albertus Jacobus Duymaer van Twist, Toàn quyền Đông Ấn Hà Lan, nhằm tri ân sự hỗ trợ của ông.

## Phạm vi phân bố và môi trường sống
Từ Biển Đỏ, A. twistii được ghi nhận dọc theo vùng biển Đông Phi, bao gồm Madagascar và hầu hết các đảo quốc trên Ấn Độ Dương. Từ bán đảo Mã Lai, phạm vi của A. twistii trải dài đến vùng biển một số nước Đông Nam Á và mở rộng đến nhiều đảo quốc, quần đảo thuộc châu Đại Dương ở phía đông, xa nhất là đến Tuamotu và đảo Rapa Iti, ngược lên phía bắc đến vùng biển phía nam Nhật Bản, giới hạn phía nam đến rạn san hô Great Barrier.
A. twistii sống gần những rạn san hô ở ngoài khơi và trong đầm phá trên nền đáy cát có lẫn san hô vụn, độ sâu đến ít nhất là 30 m.

## Mô tả
A. twistii có chiều dài cơ thể tối đa được biết đến là 18 cm. Cơ thể có màu nâu, chuyển thành màu vàng tươi ở ngực, bụng và dưới đầu. Đỉnh đầu và thân, kể cả vây lưng và vây hậu môn, có nhiều đốm màu xanh lam sáng tạo thành các hàng ngang. Có đốm đen viền xanh ở sau vây lưng và vây hậu môn. Góc nắp mang có một đốm đỏ và xanh lục. Cá con màu nâu nhạt, có nhiều vệt đốm màu trắng xanh trên thân và cũng có đốm tròn sau vây lưng và vây hậu môn.
Số gai ở vây lưng: 9; Số tia vây ở vây lưng: 12; Số gai ở vây hậu môn: 3; Số tia vây ở vây hậu môn: 12; Số tia vây ở vây ngực: 13; Số vảy đường bên: 26; Số lược mang: 16–19.

## Sinh thái học
Thức ăn của A. twistii là những loài thủy sinh không xương sống. Chúng thường sống đơn độc. Loài này thường được đánh bắt trong ngành buôn bán cá cảnh, và ở một số khu vực, loài này được xem là một nguồn thực phẩm.